# Публий Ведий Полион
Публий Ведий Полион (на латински: Publius Vedius Pollio; † 15 пр.н.е.) е син на освободен роб и приятел на римския император Август.

## Биография
Полион произлиза вероятно от Беневенто. Роден е през 1 век пр.н.е. Издигнат е в конническото съсловие и заема длъжност в провинция Азия. Известен е със своето богатство и своя лукс. Нарича вилата си до Неапол Pausilypon („Края на мъките“). Той приписва на Август цялата си собственост. Август построява на парцела на къщата на Полион в Рим от 15 до 7 пр.н.е. Porticus Liviae в чест на съпругата си Ливия Друзила.